# Feričanci
Feričanci est un village et une municipalité située dans le comitat d'Osijek-Baranja, en Croatie. Au recensement de 2001, la municipalité comptait 2 418 habitants, dont 96,36 % de Croates et le village seul comptait 1 854 habitants.

## Localités
La municipalité de Feričanci compte 4 localités :
- Feričanci
- Gazije
- Valenovac
- Vučjak Feričanački